# Gymkhana
Gymkhana (czyt. „dżymkana”) – głównie konkurencja samochodowa ale również wyścig konny, kolarski lub motocyklowy ze sztucznymi przeszkodami, mający na celu wykazać zręczność i odwagę zawodników oraz walory danego pojazdu (samochodu, motocykla lub roweru).
W Polsce od kilku lat obecna jest ponownie i zdobywa coraz większą popularność gymkhana motocyklowa. Konkursy gymkhany samochodowej odbywały się już w 20-leciu międzywojennym; organizował je chociażby Krakowski Klub Automobilowy.
Na ekspozycji w muzeum miejsca zagłady łódzkich Żydów w Chełmnie n. Nerem znajduje się plakietka z napisem: „p. Józefowi Jakubowskiemu za 1. miejsce na gymkhanie  motocyklowej, na motocyklu „Sokół–600, Gordon–Benet” od p. R. Klinger; dn. 30 VII 1936”.
W przypadku samochodów Gymkhana jest głównie konkurencją czysto kaskaderską podzieloną na trzy klasy główne:
- Seryjne
- Modyfikowane
- Sportowe

Gymkhana zyskała sławę dzięki amerykańskiemu kierowcy rajdowemu i kaskaderowi Kenowi Blockowi oraz grze wydawanej na komputery i konsole Dirt 3.